# Sairam Issojewa
Sairam Issojewa (tadschikisch Сайрам Исоева, russisch Сайрам Негматовна Исаева Sairam Negmatowna Issajewa, englisch Sairam Isayeva; * 24. November 1942 in Stalinabad, Tadschikische SSR, Sowjetunion) ist eine sowjetische und tadschikische Schauspielerin.

## Leben
Nachdem sie 1964 das Taschkenter Staatliche Institut für Kunst absolviert hatte, begann sie im Chudschander Staatlichen Theater der Musikalischen Komödie zu arbeiten. Zurzeit ist sie als Hauptregisseurin dieses Theaters tätig. Im Jahre 1986 wurde ihr der Titel „Volkskünstlerin der TaSSR“  verliehen.

## Filmografie (Auswahl)
- 1966: Weißstörche (usbekisch Лайлак келди, ёз бўлди, russisch Белые, белые аисты, Usbekfilm) als Malika, die Geliebte von Kajum (Bolot Bejschenaljew)
- 1972: Die Schlacht im Tal der weißen Tulpen (tadschikisch Рустам ва Сӯҳроб, Rustam wa Suhrob, Tadschikfilm, Verfilmung der Sage Rostam und Sohrab aus dem Heldenepos „Schāhnāme“) als Gordafarid[1]
- 1981: Der Prinz und der Töpfer (russisch Радуга семи надежд, Raduga semi nadeschd) als chonum Parisat, Mutter des Prinzen[2]